# Río Mossman
El río Mossman es un río ubicado en la península del cabo York en el extremo norte de Queensland, en Australia.
Las cabeceras del río se elevan bajo Devils Thumb en Mount Carbine Tableland en la Gran Cordillera Divisoria. El río fluye a través de un valle profundamente inciso en la reserva forestal Monte Lewis en dirección este y luego a través de Mossman Gorge, parte del parque nacional Daintree, y hacia la planicie costera pasando el municipio de Mossman, donde el río atraviesa la autopista Captain Cook. El río finalmente desemboca en la bahía Trinity y el mar del Coral entre Newell y Cooya Beach. El río desciende 1050 metros (1148,3 yd) en sus 24 kilómetros (14,9 mi) de curso. 
El río tiene un área de captación de 472 kilómetros cuadrados (182 mi²) de los cuales un área de 16 kilómetros cuadrados (6 mi²) está compuesto por humedales estuarinos.
El río fue nombrado por el explorador George Dalrymple en 1873 en honor a Hugh Mosman, quien descubrió oro en Charters Towers. Dalrymple escribió: "Llamé a este río río Mossman, en honor a Mossman, un explorador y minero, miembro de una familia minera muy prominente".

## Historia
El área de lenguaje tradicional de Kuka-Dyangan (también conocida como Djangun, Gugu Djangun y Kuka Djangun) incluye el paisaje dentro de los límites del gobierno local de Douglas Shire y Cook Shire.
Yalanji (también conocido como Kuku Yalanji, Kuku Yalaja, Kuku Yelandji y Gugu Yalanji) es una lengua aborigen australiana del extremo norte de Queensland. La región del idioma tradicional es el río Mossman en el sur hasta el río Annan en el norte, bordeado por el océano Pacífico en el este y extendiéndose hacia el interior hasta el oeste del monte Mulgrave. Esto incluye los límites del gobierno local de la comarca de Douglas, la comarca de Cook y la comarca aborigen de Wujal Wujal y las ciudades y localidades de Cooktown, Mossman, Daintree, Cape Tribulation y Wujal Wujal. Incluye la cabecera del río Palmer, el río Bloomfield, China Camp, Maytown y Palmerville.